# Henry Lawson
Henry Archibald Hertzberg Lawson (Nueva Gales del Sur, 17 de junio de 1867-Ib., 2 de septiembre de 1922) fue un escritor y poeta australiano de la sabana. Junto con su contemporáneo Banjo Paterson, Lawson es uno de los poetas y escritores de ficción australianos más conocidos del periodo colonial y a menudo se le llama el "mejor escritor de cuentos" de Australia.
Como nacionalista y republicano, Lawson colaboraba regularmente con The Bulletin, y muchas de sus obras contribuyeron a popularizar la lengua vernácula australiana en la ficción. Escribió de forma prolífica hasta la década de 1890, después de lo cual su producción disminuyó, en parte debido a la lucha contra el alcoholismo y las enfermedades mentales. A veces indigente, pasó temporadas en la cárcel de Darlinghurst y en instituciones psiquiátricas. Tras su muerte en 1922 a causa de una hemorragia cerebral, Lawson se convirtió en el primer escritor australiano al que se le concedió un funeral de Estado.
Era hijo de la poeta, editora y feminista Louisa Lawson.

## Familia y primeros años

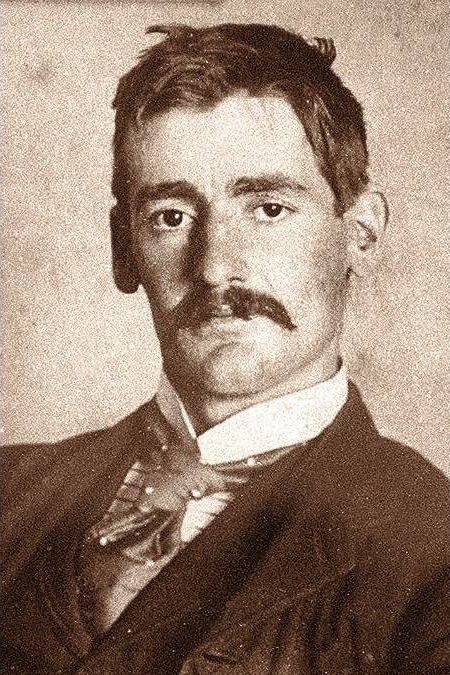
Retrato de Henry Lawson de 1902

Henry Lawson nació el 17 de junio de 1867 en un pueblo de los campos de oro de Grenfell, en Nueva Gales del Sur. Su padre era Niels Hertzberg Larsen, un minero de origen noruego. Niels Larsen se hizo a la mar a los 21 años y llegó a Melbourne en 1855 para unirse a la fiebre del oro, junto con su socio William Henry John Slee. Los padres de Lawson se conocieron en los campos de oro de Pipeclay (actual Eurunderee, localidad de Mudgee). Niels y Louisa Albury (1848-1920) se casaron el 7 de julio de 1866, cuando él tenía 32 años y ella 18. Al nacer Henry, el apellido familiar se anglicizó y Niels se convirtió en Peter Lawson. La pareja recién casada tuvo un matrimonio infeliz. Louisa, después de criar a su familia, tomó parte importante en los movimientos de mujeres, y editó un periódico femenino llamado The Dawn (publicado de mayo de 1888 a julio de 1905). También publicó el primer volumen de su hijo, y hacia 1904 sacó un volumen propio, Dert and Do, una sencilla historia de 18.000 palabras. En 1905 recopiló y publicó sus propios versos, The Lonely Crossing and other Poems. Es probable que Louisa tuviera una fuerte influencia en la obra literaria de su hijo en sus primeros tiempos. La tumba de Peter Lawson (con lápida) se encuentra en el pequeño cementerio privado de Hartley Vale, en Nueva Gales del Sur, a pocos minutos a pie de lo que fue Collitt's Inn.
Lawson asistió a la escuela de Eurunderee a partir del 2 de octubre de 1876, pero por esa época sufrió una infección de oído. Le dejó una sordera parcial y a los catorce años había perdido la audición por completo. Sin embargo, su maestro John Tierney fue amable e hizo todo lo posible por Lawson, que era bastante tímido. Más tarde, Lawson asistió a una escuela católica en Mudgee, Nueva Gales del Sur, a unos 8 km de distancia; el maestro de allí, el Sr. Kevan, le enseñaba a Lawson sobre poesía. Lawson era un gran lector de Dickens y Marryat y de novelas australianas como For the Term of His Natural Life (1874), de Marcus Clarke, y Robbery Under Arms (1882), de Rolf Boldrewood; una tía le había regalado también un volumen de Bret Harte. La lectura se convirtió en una fuente importante de su educación porque, debido a su sordera, tenía problemas para aprender en el aula.
En 1883, después de trabajar en obras de construcción con su padre en las Montañas Azules, Lawson se reunió con su madre en Sídney a petición de ésta. Louisa vivía entonces con la hermana y el hermano de Henry. En esta época, Lawson trabajaba durante el día y estudiaba por la noche para su matrícula con la esperanza de recibir una educación universitaria. Sin embargo, suspendió los exámenes. Lawson vivió en una pensión de William Street y escribió un poema titulado William Street. Lawson también pasó un tiempo en Newcastle, en la Wickham School of Arts, mientras trabajaba en los talleres ferroviarios de Hudson Brothers. Comentó que "rondaba la Escuela de Artes, todavía con la idea de aprender antes de que fuera demasiado tarde". Alrededor de los 20 años, Lawson acudió al hospital de ojos y oídos de Melbourne, pero no se pudo hacer nada por su sordera.
En 1890 comenzó una relación con Mary Gilmore. Ella escribe sobre un compromiso no oficial y el deseo de Lawson de casarse con ella, pero se rompió por sus frecuentes ausencias de Sídney. La historia de la relación se cuenta en la obra de Anne Brooksbank All My Love.
En 1896, Lawson se casó con Bertha Bredt, hija de Bertha Bredt, la prominente socialista. El matrimonio terminó de forma muy infeliz. Bertha solicitó el divorcio y en su declaración jurada afirmó:
Mi marido ha sido durante tres años y más un borracho habitual y habitualmente culpable de crueldad hacia mí. Mi declaración jurada consiste en los siguientes actos y asuntos. Que mi marido, durante los últimos tres años, me ha golpeado en la cara y en todo el cuerpo, me ha puesto un ojo morado, me ha golpeado con una botella y ha intentado apuñalarme, me ha sacado de la cama cuando estaba enferma y ha hecho ruido a propósito en mi habitación cuando estaba enferma, me ha tirado del pelo y ha utilizado repetidamente un lenguaje abusivo e insultante contra mí, y ha sido culpable de otros actos de crueldad hacia mí que han puesto en peligro mi salud y mi seguridad.
Se concedió una separación judicial que se declaró en junio de 1903.

## Poesía y escritura en prosa

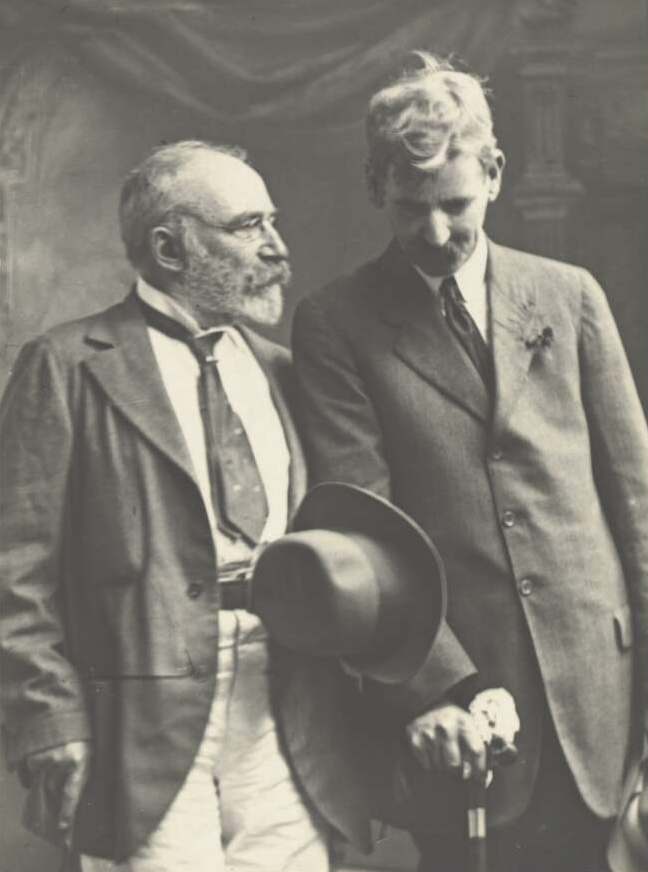
Lawson (derecha) con J. F. Archibald, fundador de The Bulletin

El primer poema publicado de Henry Lawson fue "A Song of the Republic", que apareció en The Bulletin, el 1 de octubre de 1887; los amigos republicanos de su madre fueron una influencia. Le siguieron "The Wreck of the Derry Castle" y "Golden Gully". El primer poema lleva como prefijo una nota editorial:
Al publicar los versos adjuntos, nos complace decir que el escritor es un muchacho de 17 años, un joven australiano, que todavía tiene una educación imperfecta y se gana la vida con algunas dificultades como pintor de casas, un joven cuyo genio poético habla aquí elocuentemente por sí mismo.
Lawson tenía 20 años, no 17.
En 1890-1891 Lawson trabajó en Albany. En 1891 recibió una oferta para escribir en el Brisbane Boomerang, pero solamente duró unos 7 u 8 meses, ya que el Boomerang pronto tuvo problemas. Durante su estancia en Brisbane colaboró con The Worker de William Lane; más tarde intentó conseguir un puesto de editor en el Worker de Sídney, de nombre similar, pero no lo consiguió. Regresó a Sídney y continuó escribiendo para el Bulletin, que en 1892 le pagó un viaje al interior, donde experimentó las duras realidades de la Nueva Gales del Sur afectada por la sequía. También trabajó como peón en el almacén de lana de la estación de Toorale. Esto dio lugar a sus contribuciones al Bulletin Debate y se convirtió en una fuente para muchas de sus historias en años posteriores. Elder escribe sobre la caminata que Lawson realizó entre Hungerford y Bourke como "la más importante de la historia literaria australiana" y dice que "confirmó todos sus prejuicios sobre la sabana australiana". Lawson no tenía ninguna ilusión romántica sobre un 'idilio rural'". Como continúa Elder, su sombría visión del interior del país estaba muy alejada del "idilio romántico de valientes jinetes y hermosos paisajes descritos en la poesía de Banjo Paterson".
La colección de prosa más exitosa de Lawson es While the Billy Boils, publicada en 1896. En ella "continuó su asalto a Paterson y a los románticos, y en el proceso, prácticamente reinventó el realismo australiano". Elder escribe que "utilizó frases cortas y afiladas, con un lenguaje tan crudo como el de Ernest Hemingway o Raymond Carver. Con escasos adjetivos y una descripción afinada hasta el hueso, Lawson creó un estilo y definió a los australianos: secamente lacónico, apasionadamente igualitario y profundamente humano". La mayor parte de su obra se centra en la sabana australiana, como la desolada "Past Carin'", y es considerada por algunos como una de las primeras descripciones precisas de la vida australiana tal y como era en aquella época. "The Drover's Wife", con su "desgarradora descripción de la desolación y la soledad", se considera uno de sus mejores relatos. Se estudia habitualmente en las escuelas y se ha adaptado a menudo al cine y al teatro.
Lawson era un firme creyente en los méritos de la historia de boceto, comúnmente conocida simplemente como "el boceto", afirmando que "la historia de boceto es la mejor de todas". El relato de Lawson sobre Jack Mitchell, On the Edge of a Plain, suele citarse como uno de los ejemplos más logrados del sketch.
Como la mayoría de los australianos, Lawson vivía en una ciudad, pero había tenido mucha experiencia en la vida del interior; de hecho, muchos de sus relatos reflejaban sus experiencias en la vida real. En 1898, en Sídney, era un miembro destacado del Dawn and Dusk Club, un club bohemio de amigos escritores que se reunían para beber y conversar.

## Años posteriores

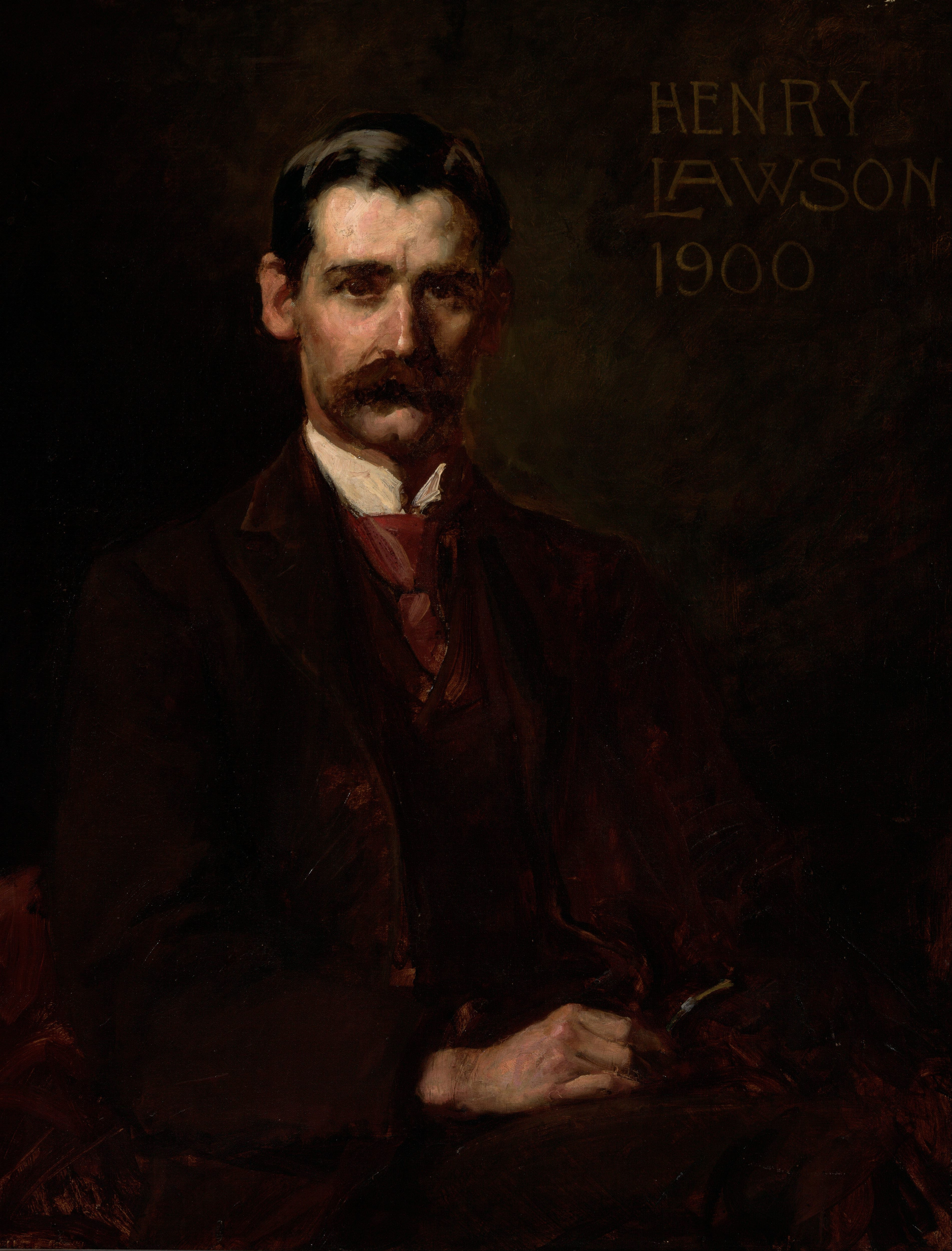
Retrato de Lawson por John Longstaff, 1900, Galería de Arte de Nueva Gales del Sur

En 1903 compró una habitación en el Coffee Palace de la Sra. Isabel Byers en North Sídney. Esto marcó el comienzo de una amistad de 20 años entre la Sra. Byers y Lawson. A pesar de ser el escritor australiano más célebre de la época, Lawson estaba profundamente deprimido y era perpetuamente pobre. Le faltaba dinero debido a los desafortunados acuerdos de derechos de autor con las editoriales. Su ex mujer le denunció repetidamente por impago de la manutención de sus hijos. Fue encarcelado en la prisión de Darlinghurst por embriaguez, abandono de la esposa, abandono de los hijos e impago de la manutención de los hijos en siete ocasiones entre 1905 y 1909, durante un total de 159 días, y dejó constancia de su experiencia en el inquietante poema "One Hundred and Three" (su número de prisión), publicado en 1908. Se refiere a la prisión como "Starvinghurst Gaol" por las escasas raciones que se daban a los reclusos.
En esta época, Lawson se volvió retraído, alcohólico e incapaz de llevar la rutina habitual de la vida.
La Sra. Byers (de soltera, Ward) era una excelente poetisa y, aunque de modesta educación, había estado escribiendo vívidas poesías desde su adolescencia en un estilo similar al de Lawson. Separada de su marido desde hacía tiempo y de edad avanzada, la Sra. Byers era, en el momento en que conoció a Lawson, una mujer independiente que esperaba la jubilación. Byers consideraba a Lawson como el mejor poeta vivo de Australia, y esperaba mantenerlo lo suficientemente bien como para que siguiera escribiendo. Negoció en su nombre con los editores, ayudó a organizar el contacto con sus hijos, se puso en contacto con amigos y simpatizantes para ayudarle económicamente, y le ayudó y cuidó de sus problemas mentales y de alcoholismo. Escribió innumerables cartas en su nombre y llamó a cualquier puerta que pudiera proporcionar a Henry ayuda financiera o un acuerdo de publicación.
Henry Lawson murió en casa de Isabel Byers, de una hemorragia cerebral, en Abbotsford, Sídney, en 1922. Se le hizo un funeral de Estado. Su registro de defunción en el índice NSW Births, Deaths & Marriages es ref. 10451/1922 y se registró en el distrito de registro de Petersham. Sus padres son Peter y Louisa. A su funeral asistieron el Primer Ministro Billy Hughes y el (posterior) Primer Ministro de Nueva Gales del Sur, Jack Lang (que era el marido de la cuñada de Lawson, Hilda Bredt), así como miles de ciudadanos. Está enterrado en el cementerio de Waverley. Lawson fue la primera persona a la que se le concedió un funeral estatal en Nueva Gales del Sur (tradicionalmente reservado a gobernadores, presidentes de tribunales, etc.) por haber sido un "ciudadano distinguido". (33°54′29″S 151°15′55″E / -33.9079532, 151.2652296)

## Honores

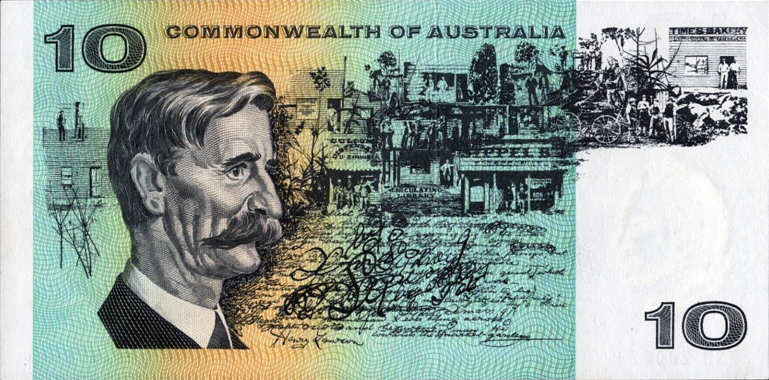
Henry Lawson en el reverso de un billete de 10 dólares australianos (1966-1993)

Una estatua de bronce de Lawson acompañado de un cagón, un perro y un poste de la valla (que refleja su escritura) se encuentra en The Domain, Sídney. El comité conmemorativo de Henry Lawson recaudó dinero mediante donaciones públicas para encargar la estatua al escultor George Washington Lambert en 1927. La obra fue inaugurada el 28 de julio de 1931 por el Gobernador de Nueva Gales del Sur, Sir Philip Game.
En 1949, Lawson fue objeto de un sello postal australiano.
El cuento The Drover's Wife de Henry Lawson apareció en un sello de 1,20 dólares de 1991, y en otro de 1 dólar de 2017, ambos de Australia Post.
En 2017 Lawson volvió a aparecer en dos sellos postales australianos, uno con el título Mitchell: A Character Sketch y el otro The Drover's Wife and family, including dog, pitted against the snake.
Apareció en el primer billete de diez dólares australianos (de papel) emitido en 1966, cuando se introdujo la moneda decimal en Australia. Lawson aparecía con escenas de la ciudad de Gulgong, en Nueva Gales del Sur. Este billete fue sustituido por un billete de polímero en 1993; la serie de polímero tenía diferentes personas que aparecían en los billetes.

## Críticas
El tratamiento (o la falta de él) que Lawson da a los aborígenes australianos en su obra ha sido criticado y debatido. El autor Ryan Butta escribe que hay algunas "omisiones flagrantes" en los escritos de Lawson sobre Bourke, en particular los camelleros afganos que estaban allí en ese momento, y sobre los que se escribía en los periódicos locales, y que fueron responsables de la apertura del interior del continente.